# Mineral de la Reforma
Mineral de la Reforma är en kommun i Mexiko.   Den ligger i delstaten Hidalgo, i den sydöstra delen av landet, 80 km nordost om huvudstaden Mexico City. Antalet invånare är 127 404. Arean är 106 kvadratkilometer.
Terrängen i Mineral de la Reforma är kuperad åt nordost, men åt sydväst är den platt.
Följande samhällen finns i Mineral de la Reforma:
- La Providencia Siglo XXI
- Campestre Villas del Álamo
- Unidad Minera 11 de Julio
- Los Tuzos
- Colinas de Plata
- El Saucillo
- Forjadores de Pachuca
- PRI Chacón
- Pachuquilla
- La Colonia
- Manuel Ávila Camacho
- Rinconada de los Ángeles
- Tulipanes
- Magisterio Digno
- Cipreses
- Guadalupe Minerva
- Santiago Jaltepec
- Colonia Militar
- Carboneras
- Nuevo Centro de Población Agrícola el Chacón
- El Venado
- Rio de la Soledad
- Privada del Álamo
- San Cristóbal Chacón
- El Roble
- Rinconadas del Venado I
- Rinconadas de San Francisco
- Paseo de las Reynas
- Unidad Habitacional CTM
- Unidad Habitacional Dina-Sidena Chacón
- San Guillermo la Reforma
- El Álamo
- Privadas de San Javier
- Álamo Rustico
- Bosques del Mineral
- El Paraíso
- Las Flores
- Privada Quinta Bonita
- Real de Oriente
- Taxistas
- Amaque
- Las Águilas
- Privadas la Hacienda
- El Portezuelo
- Jorge Rojo Lugo
- San Fernando
- Rincones del Paraíso
- Rinconada los Álamos
- Privadas Bosques del Venado
- Privada Don Jaime
- Los Gemelos
- Privadas del Parque
- Privada Don Pablo
- Lomas del Chacón
- Abundio Martínez
- El Velillo
- Jesús Ángeles Contreras
- Valle Dorado
- La Noria
- La Pila
- Francisco Villa